# Cradlesong
Cradlesong es el segundo álbum en solitario de Rob Thomas, vocalista de Matchbox Twenty. El primer sencillo "Her Diamonds" es un gran éxito en Australia, posicionándose en el tercer lugar. Cradlesong hizo su debut en las listas de EE. UU. en el número 3 de ventas, con 122 000 copias.

## Fondo
El 15 de septiembre de 2008, Thomas dijo a Billboard.com que "probablemente tenía el 80 por ciento terminado" su segundo disco como solista, titulado tentativamenta hasta ese momento Cradle Songs. Thomas caracterizó el álbum como "la habitual mish-mosh de estilos, esperando mantener fiel un montón de buenas canciones." 
El 25 de febrero de 2009, fue anunciado en Fox News supone que el título del álbum es ahora Cradle Song. Además se menciona, que hay "otros cuatro sencillos preparados para el lanzamiento en las radios incluyendo 'Her Diamonds' y 'Someday.'" El mismo día, Thomas anunció en su página web oficial que ha sido "de ida y vuelta a Los Ángeles un poco, mezclando el nuevo registro." Sin embargo, negó que el álbum será lanzado en mayo, mencionando que "parece que no vendrá hasta la última semana de junio o la primera semana de julio".
El 2 de marzo de 2009, Clark Collis de Entertainment Weekly entrevistó a Thomas, en donde él confirmó donde confirmó que desde entonces ha dejado de lado sus esfuerzos iniciales para evocar The Rhythm of the Saints, y confirmó que el lanzamiento del disco estaba programado para el 30 de junio.
El 4 de marzo de 2009, Thomas aclaró en la sección de anuncios de su página web oficial que el título del álbum será una palabra: "Cradlesong". Anunció que el primer sencillo de este álbum había sido elegido y que estaba en busca del director para el vídeo. Thomas también anunció que, a la vez, se había mezclado once canciones hasta el momento y había registrado un total de veintisiete. Se confirmó un total de doce canciones en el corte final, pero agregó que "la primera presión tendrá un extra de 3 en ella, así" y "más adelante en el año voy a tratar de encontrar una manera de lanzar los demás, pero voy a seguir buscando la manera de incluirlos en los shows."
El 6 de marzo de 2009, fragmentos de un minuto de duración de las pistas "Meltdown" y "Her Diamonds" aparecieron temporalmente en la primera página de su sitio oficial. A pesar de ser removido del sitio web, están actualmente siendo presentadas en una encuesta RateTheMusic. 
El 27 de abril de 2009, el primer sencillo "Her Diamonds" fue lanzado en iTunes. La canción es acerca de su esposa Marisol y su larga enfermedad. Ésta fue seguida por "Give Me the Meltdown" el 9 de junio, "Someday" del 16 de junio, y "Fire on the Mountain" el 23 de junio. Todos los sencillos fueron lanzados antes que el lanzamiento del álbum, realizado el 30 de junio de 2009. "Someday" aparece en anuncios de promoción de la NBC para la temporada otoño 2009 deThe Biggest Loser.

## Recepción
La recepción del álbum por la crítica fue generalmente positiva con su sencillo "Her Diamonds", una canción escrita para su esposa y su enfermedad, recibiendo elogios por muchos críticos. El álbum tiene un pop rock, que hace sentir una variedad de sonidos mezclados por mucho tiempo productor Matt Serletic quien es alabado sin problemas para la producción del álbum. Cradlesong tuvo un positivo debut en el Billboard 200 vendiendo 122 000 copias mientras que "Her Diamonds" ascendió en el Billboard Hot 100 alcanzando el 23. Según Soundscan, hasta el 3 de enero de 2010, Cradlesong había vendido 362.458 copias en los Estados Unidos.
La canción "Mockingbird" debutó en el ARIA Charts en la posición #50.

## Lista de canciones
Todas las canciones fueron escritas y coescritas por Rob Thomas.

| N.º | Título                                                      | Duración |  |
| 1.  | «Her Diamonds»                                              | 4:39     |  |
| 2.  | «Gasoline»                                                  | 3:56     |  |
| 3.  | «Give Me the Meltdown» (Rob Thomas, Matt Serletic)          | 3:13     |  |
| 4.  | «Someday» (Rob Thomas, Matt Serletic, Shy Carter)           | 4:08     |  |
| 5.  | «Mockingbird»                                               | 4:00     |  |
| 6.  | «Real World '09» (Rob Thomas, Matt Serletic, Nellee Hooper) | 2:46     |  |
| 7.  | «Fire On the Mountain»                                      | 5:09     |  |
| 8.  | «Hard On You»                                               | 2:43     |  |
| 9.  | «Still Ain't Over You»                                      | 3:09     |  |
| 10. | «Natural» (Rob Thomas, Matt Serletic)                       | 4:48     |  |
| 11. | «Snowblind»                                                 | 3:54     |  |
| 12. | «Wonderful»                                                 | 3:28     |  |
| 13. | «Cradlesong»                                                | 4:13     |  |
| 14. | «Getting Late»                                              | 3:28     |  |

### Bonus tracks
| N.º | Título                                                                  | Duración |  |
| 15. | «Little Wonders» (versión radio)                                        | 3:33     |  |
| 16. | «Sleep Till the War Is Over» (para iTunes) (Rob Thomas, Garfield Mayor) | 3:58     |  |
| 17. | «Believe» (para iTunes)                                                 | 3:29     |  |
| 18. | «Years From Now» (bonus track en Alemán)                                | 3:37     |  |
| 19. | «Remembered Well» (bonus track en alemán) (Rob Thomas, Frank Romano)    | 3:46     |  |
| 20. | «Overrun» (bonus track en japonés; B-side del sencillo "Her Diamonds")  | 4:12     |  |

Sencillos en Australia
1. "Her Diamonds" – Lanzamiento: septiembre de 2009
2. "Someday" – Lanzamiento: noviembre de 2009
3. "Give Me the Meltdown" – Lanzamiento: diciembre de 2009
4. "Mockingbird" – Lanzamiento: febrero de 2010
5. "Gasoline" –Lanzamiento: 2010

## Posicionamiento
| Listas (2009)            | Posición | Ventas  |
| ------------------------ | -------- | ------- |
| German Album Chart       | 40       | -       |
| New Zealand Album Chart  | 17       | -       |
| Swiss Album Chart        | 53       | -       |
| US Billboard 200         | 3        | 362 458 |
| ARIA Top 50 Albums Chart | 3        | 70 000  |
| UK Albums Chart          | 75       |         |